# La nipote parigina
La nipote parigina (Lightnin' ) è un film muto del 1925 diretto da John Ford. Prodotto sotto la dizione A John Ford Production per la Fox Film Corporation che lo distribuì nell'agosto del 1925, aveva come interpreti Jay Hunt, Edythe Chapman, Madge Bellamy, Wallace MacDonald, Otis Harlan.

La sceneggiatura di Frances Marion si basa sull'opera teatrale di Winchell Smith e Frank Bacon. La commedia andò in scena a Broadway al Gaiety Theatre il 26 agosto 1918, restando in cartellone per un totale di 1.291 recite, record di rappresentazioni dell'epoca.
 
Nel 1930, la Fox ne fece un rifacimento sonoro, Lightnin', per la regia di Henry King, che aveva come protagonisti Will Rogers e Louise Dresser.

## Trama
Lightnin' Bill Jones vive arrangiandosi a fare qualche lavoretto, mentre la moglie e la figlia adottiva Millie sostengono la famiglia gestendo un albergo, il Calivada Hotel. Alcuni profittatori, avendo saputo che l'albergo si trova sul tracciato della nuova ferrovia, cercano di far firmare a Bill un atto di vendita. Ma lui, seguendo i consigli di John Marvin, un giovane avvocato innamorato di Millie, si rifiuta di firmare. La moglie, irritata, lo butta fuori di casa e Bill è costretto ad andare ad abitare in una casa di riposo per militari. La signora Jones viene istigata a chiedere il divorzio, tanto che Bill finisce in tribunale. Alla fine, però, la moglie si ricrede, riconciliandosi con il marito. I truffatori vengono arrestati e John e Millie possono fidanzarsi.

## Produzione
Il film fu prodotto dalla Fox Film Corporation (A John Ford Production).

## Distribuzione
Il copyright del film, richiesto dalla Fox Film Corp., fu registrato il 26 luglio 1925 con il numero LP21685.

Distribuito negli Stati Uniti dalla Fox Film Corporation, uscì nelle sale cinematografiche il 23 agosto 1925. Nel Regno Unito, distribuito dalla Fox Film Company che lo distribuì anche in Canada come Fox Film Company, Ltd., fu presentato il 22 febbraio 1926. In Spagna, prese il titolo di Don Pancho, in Brasile quello di O Coração Não Envelhece, in Francia quello di Extra Dry.
Copia completa della pellicola si trova conservata negli archivi della Cinémathèque Royale de Belgique di Bruxelles, del Museum Of Modern Art di New York, del Danish Film Institute di Copenaghen.